# Estadio Raúl Goyenola
El estadio Ingeniero Raúl Saturnino Goyenola, conocido comúnmente como Raúl Goyenola, es un estadio de Uruguay ubicado en la ciudad de Tacuarembó. Pertenece a la municipalidad de Tacuarembó, pero es cedido al Tacuarembó Fútbol Club para que juegue sus partidos como local por la Segunda División. En él también se disputan los partidos de la liga local e interdepartamental. 
Fue inaugurado el 18 de mayo de 1955 y tiene una capacidad para 12000 espectadores sentados entre sus cuatro tribunas. Tribuna oficial (5000 personas), Tribuna norte (3000 personas), Tribuna este (2000 personas), Tribuna oeste (2000 personas).
Junto al predio del estadio se ubica un Complejo Polideportivo con una edificación de 2500 metros cuadrados.

## Historia

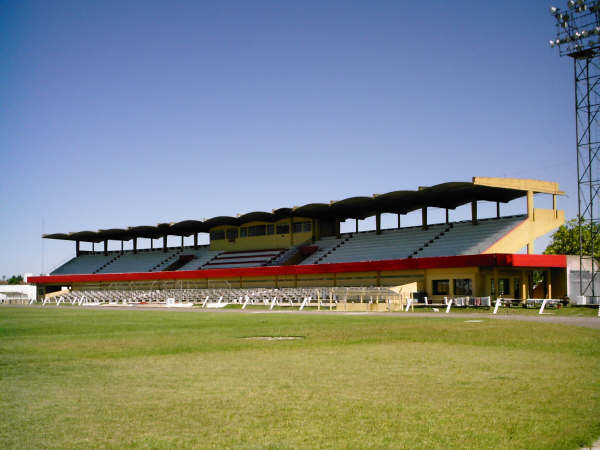
Tribuna del estadio.

El Intendente Ing. Manuel Rodríguez Correa (1942/46), dio el primer paso, al adquirir el predio del futuro estadio. 
Al hacerse cargo de la Intendencia en 1950, el agrimensor Raúl St. Goyenola se planteó la realización del Estadio. El 1º de mayo de 1954 se colocó la piedra fundamental y se concretó la obra en un año.
El Estadio comprende una cancha de Fútbol de 75 por 110 m y una pista de atletismo de 400 m. La tribuna techada fue la primera en realizarse y puede contener 1.808 espectadores y junto a ella se encuentra la platea de 1.036 espectadores. Debajo de la tribuna techada están los vestuarios y dormitorios que permitirán albergar delegaciones y permitir concentraciones.
Autoridades que participaron en la obra emprendida por el Intendente Goyenola:
Concejo Departamental: Presidente: Oreste C. Vidal; Vocales: Vicente Puntigliano, Baudilio Núñez Mendaro, Pedro Chiesa y Aristóteles Macedo.
Comisión Honoraria Adm. del Campus: Pte. Agrim. Ildefonso P. Estévez; Srio. Arq. Walter Domingo y Tesorero: Dr. Ricardo Mullín Noceti.
Proyectista y Director de las obras del Estadio: Arq. Walter Domingo.
El partido inaugural del entonces llamado «Estadio Municipal» lo disputaron la selección de Tacuarembó y de River Plate de Montevideo un 18 de mayo de 1955. 
Con la creación del Tacuarembó Fútbol Club, cuadro profesional representante de la liga local. La Intendencia de Tacuarembó ha cedido al Club el estadio para que juegue sus partidos como local. Con esto se realizaron mejoras del mismo que permitieran adecuar el estadio a las exigencias del fútbol profesional. 
El estadio tuvo algunas refacciones en los últimos años, que incluyeron el reemplazo de su tablero electrónico por uno más actualizado.